# Haus Brancas
Das Haus Brancas ist eine adlige Familie in Frankreich, die vom neapolitanischen Haus Brancaccio abstammt und sich im 14. Jahrhundert, zur Zeit des Königs Karl VII. in Frankreich niederließ.
Im 16. Jahrhundert teilte sich die Familie in zwei Linien auf: die ältere trug den Namen Brancas-Forcalquier und den Titel Marquis de Céreste und starb 1802 aus; die jüngere ist die der Herzöge von Villars, die 1852 in männlicher Linie, 1859 auch in weiblicher Linie ausstarb.

## Bekannte Familienangehörige
Die bekanntesten Angehörigen des Hauses Brancas sind:
- Niccolò Brancaccio († 1412), 1378 Kardinal zu Beginn des Abendländischen Schismas in Avignon
- Bufile de Brancas († nach 1416), Marschall der römischen Kirche, dessen Bruder, Stammvater der Brancas in Frankreich
- Nicola de Brancas, Bischof von Marseille (1445–1466)
- André-Baptiste de Brancas († 1595), Admiral von Frankreich
- Georges de Brancas (1565–1657), 1. Duc de Villars, Pair de France, Ehemann von Julienne-Hippolyte d’Estrées
- Louis-François de Brancas († 1679), 2. Duc de Villars, Pair de France
- Louis I. de Brancas (1663–1739), 3. Duc de Villars, Pair de France
- Louis de Brancas de Forcalquier (1672–1750), Marquis de Céreste, Marschall von Frankreich
- Louis-Antoine de Brancas (1682–1760), 4. Duc de Villars, Pair de France
- Henri-Ignace de Brancas (1687–1760), Bischof von Lisieux
- Jean-Baptiste de Brancas (1693–1770), Erzbischof von Aix
- André-François de Brancas (1702–1758), Kanoniker, Physiker und Agronom
- Louis II. de Brancas (1714–1793), 5. Duc de Villars, 2. Duc de Lauraguais, Pair de France, Ehemann von Diane Adélaïde de Mailly
- Louis-Léon-Félicité de Brancas (1733–1824), 6. Duc de Villars, 3. Duc de Lauraguais, Pair de France, Literat, dessen Sohn, Ehemann von Élisabeth-Pauline de Gand (1737–1794)
- Antoine-Constant de Brancas (1764–1809), dessen unehelicher Sohn, Oberst während der Revolutionskriege und im Kaiserreich
- Louis Marie Baptiste de Brancas (1772–1852), genannt Bufile, 7. Duc de Villars, 4. Duc de Lauraguais, Pair de France, ebenfalls Oberst während der Revolutionskriege und im Kaiserreich

## Taxe Brancas
Die Taxe Brancas ist bekannt als aliénation de droit de souveraineté (Veräußerung eines Souveränitätsrechts), das der Familie eine jährliche Rente von 20.000 Livres einbrachte, die die Brancas von 1715 bis 1791 bei den Juden von Metz erhob, die diese Gemeinde in Armut und Überschuldung stürzte und teilweise zum Verlassen der Stadt zwang. Der Antrag auf Abschaffung der Brancas-Steuer wurde erstmals 1789 in das der Nationalversammlung vorgelegte Beschwerdebuch der Metzer Juden eingetragen.

## Stammliste

### Bis zum 16. Jahrhundert
1. Marino Brancaccio, † nach 1384, neapolitanischer Patrizier; ⚭ Giacoma d’Aversa[6]
  1. Francesco Brancaccio, † nach 1407, Signore di Laviniano e Trentola; ⚭ Teodora Caracciolo, Tochter von Gurello/Tirello Caracciolo und Caterina Sanframondo
  2. Niccolò Brancaccio, * um 1340 Neapel, † 29. Juni 1412 Florenz, 1367 Erzbischof von Bari, 1377 Erzbischof von Cosenza, 18. Dezember 1378 Kardinalpriester von Santa Maria in Trastevere, 1388 Kardinalbischof von Albano
  3. Bufillo Brancaccio/Bufile de Brancas, Chevalier, Graf von Agnano, Seigneur d’Oyse et de Villosc, erhielt am 31. Januar 1391 von Papst Clemens VII. die Insel Nisyros im Archipel von Rhodos und wurde zum Marschall der römischen Kirche ernannt, testiert 15. Januar 1416 in Avignon; ⚭ Neapel, Marietta de Amorosis, † nach 1416
    1. Pierre-Nicolas de Brancas, Apostolischer Protonotar, Archidiakon von Autun und Limoges, Kardinal nach seinem Onkel, Erzbischof von Cosenza, bestattet in Avignon[7]
    2. Barthélemy de Brancas, Seigneur d’Oyse, testiert Cavaillon 23. Oktober 1450, bestattet in der Dominikanerkirche in Avignon in der von seiner Familie gestifteten Grabkapelle; ⚭ (1) 1416 Ricarda del Carretto, Tochter von Lanzarino II. del Carretto, Marchese di Finale (Ligurien), und Catarina de Savona; ⚭ (2) Isabella von Saluzzo, stiftete 1471 als Witwe die Kapelle Notre-Dame-de-Pitié in der Kirche Saint-Pierre in Avignon
      1. (2) Gaucher I. de Brancas, Seigneur d’Oyse, kauft am 7. Februar 1477 die Terre de Maubec; ⚭ (1) 16. April 1471 Antoinette de Villeneuve, Tochter von Arnaud de Villeneuve, Seigneur des Arcs et de Trans, und Honorade de Baschi; ⚭ (2) Isabelle de Comtour de Sagnes, Witwe von Astorgue de Peyre
        1. (1) Gaucher II. de Brancas, Seigneur d’Oyse, Erbe von Gaucher de Forcalquier, Baron de Céreste, Bischof von Gap (s. unten), Kammerherr und Berater des Königs Ludwig XII., testiert am 25. Oktober 1545; ⚭ (Ehevertrag 21. Februar 1501) Isabeau de Montauban, Tochter von Claude de Montauban und Catherine de Pierre
          1. Gaspard de Brancas de Forcalquier, † vor 1545, Baron de Céreste, Seigneur de Villeneuve; ⚭12. Mai 1534 Françoise d‘Ancezune, Tochter von Jean d’Ancezune und Marie de Crussol-Uzès – Nachkommen: die Marquis de Céreste, siehe unten
          2. André de Brancas, † vor 1545, ledig
          3. Ennemond de Brancas, Seigneur et Baron d’Oyse, testiert 7. November 1568, 1569 bezeugt, † vor 1574; ⚭ 19. Januar 1553 Catherine de Joyeuse, testiert 26. April 1608, Tochter von Jean, Vicomte de Joyeuse, und Françoise de Voisins, Baronne d‘Arques, sie heiratete in zweiter Ehe Claude de Berton, Seigneur de Crillon (X 14. Juni 1574) – Nachkommen: die Herzöge von Villars, siehe unten
          4. Marguerite de Brancas; ⚭ 1547 Jean V. de Pontevès, dit le Comte de Carcès, * 1510 Flassans, † 20. April 1582 Flassans, Lieutenant du Roi et Grand-Sénéchal de Provence
            1. Gaspard de Pontevès, Grand-Sénechal de Provence, Gouverneur de Provence

      2. (2) Jean de Brancas, ohne Nachkommen
      3. (2) Agnès de Brancas
      4. (2) Henriette de Brancas; ⚭ 1441 Louis des Porcellets, Sohn von Bertrand IV. des Porcellets und Jeanne d’Arlatan
      5. (2) Alix de Brancas
      6. (2) Anne de Brancas; ⚭ 14. März 1453 Jéhan d’Uzès, Vicomte d’Uzès, Sohn von Robert II., Vicomte d’Uzès, und Gillotte de Précigny

    3. Jean de Brancas, Seigneur de Villosc; ⚭ (Ehevertrag 5. Februar 1419) Clémence d’Agoult, Tochter von Raymond d’Agoult, Seigneur de Mison, und Louise de Glandèves – Nachkommen siehe unten
    4. Catherine de Brancas, Nonne im Dominikanerkloster Sainte-Praxède in Avignon
    5. Catherine de Brancas; ⚭Gurello di Nicola Brancaccio, neapolitanischer Patrizier, ein Verwandter aus dem Königreich Neapel
    6. Angélique de Brancas; ⚭ 12. Februar 1407 Raymond de Forcalquier, Baron de Céreste – beider Nachkommen ist Gaucher de Forcalquier (1410–1484), Baron de Céreste und 1442 Bischof von Gap, der 1423 seinen Neffen Georges de Castellane, Seigneur de Montmeyan, zum Erben einsetzt, sowie Gaucher I. de Brancas und dessen Kinder zu Nacherben
    7. (unehelich) Alisette de Brancas, * 1396, † 1454/76 Avignon; ⚭ Luigi de’ Pazzi (auch Aghinolfi genannt), Bürger von Avignon

### Die Marquis de Céreste
1. Gaspard de Brancas de Forcalquier, † vor 1545, Baron de Céreste, Seigneur de Villeneuve; ⚭12. Mai 1534 Françoise d‘Ancezune, Tochter von Jean d’Ancezune und Marie de Crussol-Uzès – Vorfahren siehe oben
  1. Jean de Brancas de Forcalquier, Baron de Céreste, kämpfte in der Schlacht von Vinon (1591); ⚭ 19. November 1563 Camille de Grimaldi, Tochter von Gaspard II., Ritter im Ordre de Saint-Michel, und Jeanne de Quiqueran-Beaujeu (Grimaldi)
    1. Henri I. de Brancas de Forcalquier, † 1656; ⚭ 2. Juni 1603 Renée d’Oraison, Tochter von André d’Oraison und Jeanne d’Arces, Dame de Livaro
      1. Honoré de Brancas de Forcalquier, Baron de Céreste et de Villeneuve, Gouverneur der Stadt Apt, testiert 28. Juli 1698; ⚭ (1) (Ehevertrag 21. Februar 1635) Marie Adhémar de Monteil, Tochter von Louis-François Adhémar de Monteil, Comte de Grignan de Castellano, und Jeanne d’Ancezune de Venejan[8]; ⚭ (2) Françoise de Cambis, Tochter von Paul de Cambis und Gabrielle de Rodulf de Saint-Paulet
        1. (1) Henri II. de Brancas de Forcalquier, † 25. Januar 1700 in Pernes, Januar 1674 Marquis de Céreste und Baron de Castellet, Grand-Sénéchal de Forcalquier, 1696 als Prince de Naxis, Premier Gentilhomme Chrétien du Royaume de Naples bezeichnet; ⚭ 28. April 1671 Dorothée de Cheilus, * wohl 1655, † 20. Dezember 1734, 79 Jahre alt, Tochter und Erbin von Esprit de Cheilus und Jeanne de Châtellier
          1. Louis de Brancas de Forcalquier, Marquis de Céreste, dit le Marquis de Brancas, * 20. Januar 1672, † 9. August 1750, souveräner Fürst von Nisyros, Commandeur de l’Ordre de Saint-Louis, Conseiller d’État, Lieutenant-général des Armées du Roi et au Gouvernement de Provence, Gouverneur de Neuf-Brisach, 1699 Oberst im Régiment d’Orléans, 1702 Brigadier, 26. Oktober 1704 Maréchal de camp, 1707 außerordentlicher Gesandter in Madrid, 1710 Lieutenant-général, 1714 außerordentlicher Gesandter in Spanien, 1715 Ritter des Ordens vom Goldenen Vlies, 1724 Chevalier des Ordres du Roi, 1727 außerordentlicher Gesandter und bevollmächtigter Minister in Spanien, 1730 Grande von Spanien 1. Klasse, 1738 Gouverneur von Nantes und des Pays Nantois, 11. Februar 1741 Marschall von Frankreich; ⚭ (Ehevertrag 24. Januar 1696) Elisabeth-Charlotte-Candide de Brancas, * Dezember 1679, † 26. August 1741, Tochter von Louis-François, Duc de Villars, Pair de France (siehe unten)
            1. César-Antoine de Brancas, * 24. Oktober 1697, † 7. Juni 1698
            2. Louis-Henri de Brancas, * 12. September 1698, † jung
            3. Louis-Bufile de Brancas, dit le Comte de Forcalquier, * 28. September 1710, † 3. Februar 1753, designierter Lieutenant-général au Gouvernement de Provence, im Amt 1750; ⚭ 6. März 1743 Marie-Françoise-Renée de Carbonnel de Canisy, * 1725, † nach 1771, Witwe von Antoine-François de Pardaillan de Gondrin, Marquis d’Antin, Tochter von René-Anne de Carbonnel, Comte de Canisy, und Thérèse Éléonore Guestre de Préval
              1. Tochter, * 1743

            4. Charles-François de Brancas, dit le Marquis de Céreste, * 24. Februar 1715, † 26. September 1738 Toulon
            5. Louis-Paul de Brancas, * 25. Mai 1718, † 1802, Malteserordensritter als Minderjähriger, November 1737 Kavalleriekapitän im Régiment de Piémont, November 1739 Mestre de camp d’un Régiment de Cavalerie, 6. Juni 1745 Brigadier des Armées du Roi, Dezember 1748 Maréchal de camp, Grande von Spanien beim Tod seines Bruders; ⚭ 9. März 1747 Marie-Anne-Renée-Jacqueline Grandhomme de Giseux, Erbtochter von René-Simon Grandhomme, Seigneur de Gizeux en Anjou, und Marie-Anne de la Motte
              1. Sohn, dit le Prince de Nisaro, * 6. Juni 1750, † 1752
              2. Françoise-Renée-Candide de Brancas, * 22. April 1751, † jung

            6. Marguerite-Candide de Brancas, * 20. September 1699, † nach 1715
            7. Susanne-Dorothée de Brancas, * 6. September 1700, † 15. Juli 1701
            8. Françoise-Gabrielle de Brancas, * wohl 1704, † 26. Oktober 1724 im Kindbett, in ihrem 21. Lebensjahr; ⚭ 30. Mai 1723 François-Louis Le Tellier, Marquis de Louvois, dit le Marquis de Souvré (Le Tellier de Louvois)
            9. Marie-Josèphe de Brancas, 26. November 1726 Nonne im Monastère de la Visitation im Faubourg Saint-Germain
            10. Françoise-Gabrielle de Brancas, * 7. September 1703, 1732 Äbtissin von Préaux
            11. Marie-Thérèse de Brancas, * 2. April 1716; ⚭ 13. März 1736 Jean-Anne-Vincent de Larlan de Kercadio, Comte de Rochefort[9]

          2. François-Elzéar de Brancas, † als Kavalleriekapitän in Italien
          3. Esprit-Joseph de Brancas, † 1712, Infanterieoberst
          4. Henri-Ignace de Brancas[10], † 1761 (oder 1. April 1760), Doktor der Theologie der Fakultät in Paris, Abt von Saint-Gildas-aux-Bois und Chambre-Fontaine, 1712 Almosenier des Königs, Januar 1715 zum Bischof von Lisieux geweiht
          5. Paul-Esprit de Brancas, X 1707 in der Schlacht bei Almansa als Aide-de-camp seines Bruders Louis
          6. Jean-Baptiste-Antoine de Brancas, * 12. April 1693 Pernes, † 30. August 1770 Aix-en-Provence, Doktor der Theologie de Fakultät in Paris, 23. September 1717 Almosenier des Königs, 6. November 1717 Abt von Saint-Père in Melun, Agent-général des Klerus 1720 und 1723, Conseiller d’État, 21. Oktober 1725 zum Bischof von La Rochelle geweiht,  2. Juni 1729 Erzbischof von Aix
          7. Bufile-Hyacinthe-Toussaint de Brancas, dit le Comte de Céreste, * wohl 1697, † 25. April 1754 Paris an den Pocken, 57 Jahre alt, Kavalleriekapitän, 1717 Ritter des Lazarus-Ordens, September 1727 Plénipontentiaire des Königs in Schweden, einer der Ministres plénipotentiaires beim Kongress von Soissons, September 1729 Capitaine-Lieutenant des Chevaux-Légiers d’Anjou, verkaufte dieses Amt 1735, Conseiller d’État als Nachfolger des Marquis de Brancas
          8. Jeanne-Marie de Brancas, Nonne in der Abtei Sainte-Croix in Apt
          9. Anne-Thérèse de Brancas; ⚭ Pierre-Balthasar de Fougasse, Seigneur de la Bastie, 1716 zum königlichen Gesandten in Florenz ernannt, trat das Amt 1725 an und war im September 1733 zurückgekehrt
            1. Jean-Joseph de Fougasse, † 1767, 1740 Bischof von Saint-Malo

          10. Marie-Thérèse de Brancas; ⚭ François Cantelme, Marquis de Reilhanette et de Veynes
          11. Renée-Elisabeth de Brancas, Nonne im Couvent des Dames Sainte-Elisabeth in l’Isle au Comtat
          12. Henriette-Dorothée de Brancas, ⚭ 1717 Thomas, Marquis d’Agoult, Seigneur de Chanousse et de Montjay
          13. Henriette-Marie de Brancas, Nonne in l’Isle au Comtat

        2. (2) Paul-Joseph de Brancas, † jung
        3. (2) André-Joseph I. de Brancas, † Jun 1709, Marquis de Courbons, Comte de Rochefort, 1690 Erster Konsul von Aix, Februar 1697 Gouverneur von Beaucaire, testiert 4. Juni 1709; ⚭ (1) 5. August 1683 Ursule des Porcellets, † 12. Dezember 1706, Tochter von Henri des Porcellets und Louise d’Albenasse-Laudun; ⚭ (2) Louise Escudier, Witwe von Pierre de l’Arche, aus Beaucaire
          1. (1) André-Joseph II. (oder André-Louis) de Brancas, * wohl 1688, † 27. Oktober 1748 Avignon, 60 Jahre alt, Marquis de Courbons, Comte de Rochefort, Seigneur de Saint-Roman, Dezember 1709 Gouverneur von Beaucaire; ⚭ 1717 Jeanne de Tache, Tochter von Marc-Antoine de Tache, Seigneur du Devers, und Madeleine de Roux
          2. (1) Antoine-Thomas de Brancas, Malteserordensritter, Kavalleriekapitän im Régiment de Berry, dann Oberst eines Infanterieregimentes seines Namens, November 1710 Lieutenant-général des Régiment d’Aunis, 3. April 1721 Brigadier des Armées du Roi, trat am 13. Juni 1734 zugunsten seines Vetters, des Comte de Brancas, als Regimentsoberst zurück
          3. (2) Henri de Brancas, Malteserordensritter, 1708 Oberst des Régiment d‘Aunis

        4. (2) Gabrielle de Brancas, † als Pensionärin in einem Konvent in Forcalquier
        5. (2) Gabrielle de Brancas, ⚭ 1674 Joseph de Valbelle, Président à mortier im Parlement von Aix, Sohn von Jean-Baptiste de Valbelle und Marguerite de Vintimille
        6. (2) Françoise de Brancas, Nonne in der Dominikanerabtei Saint-Barthélemy in Aix

      2. Toussaint de Brancas, dit l’Abbé de Céreste, † 9. September 1700
      3. François de Brancas, † 3. September 1666, Baron de Vitrolles et de Villeneuve, Aide-de-camp von Gaston de Bourbon, duc d’Orléans, dem Herzog von Angoulême und dem Herzog von Joyeuse, testierte 31. August 1666 in Avignon, bestattet in Notre-Dame des sept Douleurs in Villeneuve; ⚭30. Oktober 1647 Hélène Aimon † 13. Oktober 1684, Tochter von Gaspard Aimon und Marguerite Bonneau
        1. Joseph-Gaspard de Brancas, 1673 bezeugt, † in Mons
        2. Toussaint de Brancas, † 13. Oktober 1666 in Avignon
        3. Henri de Brancas, * 9. Juli 1659, † 10. Februar 1716, Baron de Villeneuve, 1692 Viguier d’Avignon, 1701 Erster Konsul von Avignon, 1705 Erster Konsul von Aix, bestattet in der Chapelle de Brancas in der Dominikanerkirche von Avignon; ⚭ 18. November 1681 Louise de Porcellets d’Ubaye, Dame de Laudun, Tochter von Henri de Porcellets und Louise d’Albenas
          1. Henri-Joseph de Brancas, † 16. September 1711 in Avignon, 25 Jahre alt, bestattet in der Jakobinerkirche von Avignon
          2. Louis-Toussaint de Brancas, Baron de Villeneuve, Capitaine des Gardes de la Reine
          3. André-Louis de Brancas, † jung in Laudun
          4. Antoine-Thomas de Brancas, † 11. November 1712 in Douai, Infanterieleutnant im Régiment d‘Aunis
          5. Louis-François-Toussaint de Brancas, † jung in Laudun
          6. Henri-César-Raymond-Hyacinthe de Brancas, dit le Baron de Lascours, * 31. Mai 1698, Capitaine und 1734 Colonel des Infanterieregiments d’Aunis durch den Rücktritt des Chevalier de Brancas, trat selbst 1743 zurück und wurde vom König zum Comte de Chastellux ernannt; ⚭ 1742 Virginie de Berton de Crillon, Tochter von Félix-François de Berton, Duc de Crillon, und Marie-Thérèse Fabri de Monsault, Witwe und Erbin von NN Thomas, Seigneur de Millaud
            1. Marie-Anne-Candide de Brancas, ⚭ Juli 1761 Charles-Emmanuel de Pallas, Sohn des Marquis d’Ormea

          7. Joseph-Laurent-Vincent de Brancas, dit l’Abbé de Brancas, * 5. April 1700, 1731 Almosenier des Königs, Kanoniker in der Sainte-Chapelle in Paris, erhielt vom König die Zisterzienserabtei Aunay
          8. André-François de Brancas, * 12. Juni 1702, † 11. April 1758, Physiker, Agronom, Kanoniker in Chartres, dann in der Sainte-Chapelle in Paris nach dem Rücktritt seines Bruders
          9. Tochter; ⚭ Pierre de Benaud-de-Lubières, Signeur de Roquemartine, Conseiller au Parlement d’Aix
          10. Hélène-Thérèse de Brancas, * 14. Oktober 1682, 1737 bezeugt, ⚭ März 1710 Alexandre Justin d’Astier, Baron de Montfaucon, † vor 1737
          11. Marie-Marguerite de Brancas, * 9. April 1684, 1701 Nonne in Saint-Laurent in Avignon
          12. Marie-Anne de Brancas, * 28. Juni 1685, 1701 Nonne in Saint-Laurent in Avignon
          13. Marie-Gabrielle und Thérèse-Françoise de Brancas, † jung
          14. Eulalie-Euphrosine-Candide-Gabrielle de Brancas, * 23. Juni 1694, 1708 Nonne in Sainte-Claire in Avignon
          15. Marie-Thérèse de Brancas,* 27. Juni 1703, 1718 Nonne in Sainte-Claire in Avignon
          16. Marie Marguerite-Gabrielle de Brancas, † jung

        4. Marie-Marguerite de Brancas, † 1713 Avignon; ⚭ 17. April 1668 Alexandre de Villeneuve, Baron de Vence
        5. Marie und Madeleine de Brancas, † jung
        6. Anne-Gabrielle de Brancas, * 18. Januar 1666; ⚭ 19. Dezember 1687 François Quenin-de-Suarez, Seigneur d’Aulan et de Poer

      4. Marguerite de Brancas; ⚭ 1626 Sextius d’Escalis, dit de Sabran
      5. Anne Thérèse de Brancas; ⚭ Henri de Porcellets, Seigneur d’Ubaye
      6. Tochter, 1613 bezeugt; ⚭ NN Suarez, Seigneur d’Aulan, † vor 1613

  2. Isabeau de Brancas, † vor 1561; ⚭ Claude de Villeneuve, Baron de Vence, Chevalier de l’Ordre du Roi, er heiratete in zweiter Ehe am 19. Januar 1561 Françoise de Grimaldi-d’Antibes, Tochter von Gaspard de Grimaldi und Jeanne de Quiqueran-Beaujeu (Grimaldi)
  3. Jeanne de Brancas; ⚭ 1560 Claude de Grasse, Comte du Bar
  4. Madeleine de Brancas, ⚭ (1) 10. Januar 1570 Étienne de Mantin, Seigneur de Montboneau, Chevalier de l’ordre du Roi; ⚭ (2) 30. April 1585 Jean de La Cepède, † 1621, Premier Président der Chambre des comptes in Aix

### Die Herzöge von Villars
1. Ennemond de Brancas, Seigneur et Baron d’Oyse, testiert 7. November 1568, 1569 bezeugt, † vor 1574; ⚭ 19. Januar 1553 Catherine de Joyeuse, testiert 26. April 1608, Tochter von Jean, Vicomte de Joyeuse, und Françoise de Voisins, Baronne d‘Arques, sie heiratete in zweiter Ehe Claude de Berton, Seigneur de Crillon (X 14. Juni 1574) – Vorfahren siehe oben
  1. Gaspard de Brancas, † 9. Juni 1620, Baron d’Oyse, Viguier de Marseille; ⚭ (1) Françoise Adhémar de Castellane; ⚭ (2) Diane Gérard, Tochter von Pierre Gérard, Seigneur d’Aubres, und Diane-Françoise de Châteauneuf
  2. André-Baptiste de Brancas, † 24. Juli 1595, Seigneur de Villars, Lieutenant-général au Bailliage de Rouen, de Caux, du Pont-de-l’Arche, Gouverneur von Le Hâvre-de-Grâce, Rouen und Calais, 23. August 1594 zum Admiral von Frankreich ernannt, Chevalier du Saint-Esprit, bei der Belagerung von Doullens gefangen und getötet.
  3. Georges de Brancas, * wohl 1568, † 23. Januar 1657 Maubec, 89 Jahre alt, Marquis de Villars, Baron d’Oyse, 1595 Gouverneur von Le Havre-de-Grâce und Honfleur, 12. August 1619 Chevalier des Ordres du Roi, 1626 Lieutenant-général au Gouvernement de Normandie, September 1627 Duc de Villars, Juli 1652 Pair de France; ⚭ (Ehevertrag 7. Januar 1597) Julienne-Hippolyte d’Estrées, Schwester von Gabrielle d’Estrées, Tochter von Antoine IV. d’Estrées, Marquis de Cœuvres, Chevalier des Ordres du Roi, Großmeister der Artillerie von Frankreich, und Françoise Babou de La Bourdaisière (Haus Estrées)
    1. Louis François de Brancas, † Oktober 1679, Duc de Villars, 1650 Maréchal de camp; ⚭ (1) (Ehevertrag 26. Dezember 1649) Madeleine-Claire de Lenoncourt, † 16. August 1661, Tochter von Antoine de Lenoncourt, Marquis de Maroles, und Marie d’Angennes (Haus Lenoncourt); ⚭ (2) 22. April 1662 Marie-Madeleine Girard, † 20. April 1674, Tochter von Louis Girard, Seigneur de Villetaneuse, Procureur-général en la Chambre des comptes de Paris, und Marie Boyer de Breuil; ⚭ (3) 10. September 1676 Louise Catherine Angélique de Fautereau de Mainières, * wohl 1650, † 11. Februar 1701 in Paris, 51 Jahre alt
      1. (2) Louis I. de Brancas, * 14. Februar 1663, † 24. Januar 1739 Paris, Duc de Villars, Pair de France, trat als Herzog und Pair am 14. Dezember 1709 zugunsten seines Sohnes zurück, zog sich von 9. September 1721 bis Oktober 1731 in die Abtei Le Bec in der Normandie zurück; ⚭ (1) (Dispens, Ehevertrag 25. Juli 1680) Marie de Brancas, * um 1661, † 27. August 1731 im Palais Royal, etwa 70 Jahre alt, Tochter von Charles de Brancas, Marquis de Maubec; ⚭ (2) 24. Februar 1738 Louise-Diane-Françoise de Clermont-Gallerande, Tochter von Pierre-Gaspard de Clermont-Gallerande, Chevalier des Ordres du Roi, Lieutenant-général de des Armées du Roi, und Gabrielle-Françoise d’O, Witwe von Georges-Jacques de Beauvilliers, Marquis de Saint-Aignan († 9. Juni 1734)
        1. Louis-Antoine de Brancas, * 2. August 1682, † 19. Februar 1760, 1709 Duc de Villars und Pair de France durch Rücktritt seines Vaters, Comte de Lauraguais, 1701 Colonel d’Infanterie, 3. Juni 1724 Chevalier des Ordres; ⚭ 14. Dezember 1709 Schloss Sceaux Marie-Angélique Fremyn de Moras, Tochter von Guillaume, Comte de Moras, Président à Mortier au Parlement de Metz, und Marie-Angélique Cadeau
          1. Louis II. de Brancas, * 5. Mai 1714, † Dezember 1793 Paris, Herzog und Pair de France durch Verzicht seines Vaters, 1730 Grande von Spanien 1. Klasse, 1731 durch königliches Brevet zum Duc de Lauraguais ernannt, 1745 Maréchal de camp und Ritter des Ordens vom Goldenen Vlies, 1748 Lieutenant-général des Armées du Roi; ⚭ (1) 27. August 1731 Adélaïde-Geneviève-Félicité d’O, * um 1716, † 26. August 1735 in Paris, ca. 19 Jahre alt, Tochter von Simon-Gabriel d‘O, Mestre-de-Camp du Régiment d’Infanterie de Toulouse, Brigadier des Armées du Roi, und Anne-Louise de Madaillan de Lesparre; ⚭ (2) 29. Januar 1742 Diane-Adélaide de Mailly, * März 1714, † 30. November 1769, Mätresse Ludwigs XV., Tochter von Louis III. de Mailly, Marquis de Nesle, und Armande Félice de La Porte Mazarin; ⚭ (3) 1775 Catherine von Neukirchen gen. Nyvenheim, Schwester von Albertine Elisabeth de Champcenetz
            1. (1) Louis-Léon-Félicité de Brancas, * 3. Juli 1733 Paris, † 8. Oktober 1824 Paris, dit Comte de Lauraguais, 6. Duc de Villars, 3. Duc de Lauraguais, Pair de France, Grande von Spanien 1. Klasse, Mestre-de-camp-Lieutenant du Régiment-Royal-Roussillon, Cavalerie, 1758 Mitglied der Académie des sciences, 1814 Mitglied der Chambre des Pairs; ⚭ 11. Januar 1755 Élisabeth-Pauline de Gand de Mérode de Montmorency, * 20. Oktober 1737, † guillotiniert 16. Februar 1794, Tochter von Alexandre-Maximilien-Balthasar de Gand, Graf von Middelburg, Maréchal de camp, und Françoise de La Rochefoucauld
              1. Pauline-Louise-Antoinette-Candide-Félicité de Brancas, * 23. November 1755 Paris, † 10. August 1812 Paris; ⚭ 19. Januar 1773 Paris Ludwig Engelbert von Arenberg, * 3. August 1750 Brüssel, † 7. März 1820 Brüssel, Herzog von Arenberg (Haus Arenberg)
              2. Antoinette-Candide-Paule de Brancas, * 24. September 1756, † 1777, Nonne in der Abbaye-aux-Bois
              3. (unehelich, 1784 anerkannt, Mutter: Sophie Arnould, 1744–1802, Sängerin) Auguste-Camille de Brancas, * 1761, † 1829 Nantes, Colonel de l’Artillerie; ⚭ 1799 NN Vincent – Nachkommen
              4. (unehelich, 1784 anerkannt, Mutter: Sophie Arnould) Antoine-Constant de Brancas, * 16. Oktober 1764 Paris, † 21. Mai 1809 in der Schlacht bei Aspern, Colonel während der Revolutionskriege und des Kaiserreichs, 15. Januar 1809baron de l’Empire in der Noblesse impériale

            2. (1) Bufile-Antoine-Léon de Brancas, * 15. August 1735 Paris, † März 1821 Paris, dit Comte de Brancas; ⚭ (Ehevertrag 23. Februar 1766) Marie-Louise de Lowendal, * 16. April 1746 Paris, † 14. Oktober 1835 Versailles, Tochter von Ulrich von Löwendal (Woldemar, Comte de Lowendal), Marschall von Frankreich
              1. Antoinette-Constance-Louise-Candide, * 21. Oktober 1768 Paris, † 9. Oktober 1842 Paris ; ⚭ 1787 André Marie, Marquis de Sinéty, * 1758, † 1832
              2. Louis Marie Baptiste de Brancas, genannt Bufille, * 12. Mai 1772 Paris, † 1. Mai 1852, 1824 7. Duc de Villars, 4. Duc de Lauraguais, Duc de Céreste, Pair de France, Grande von Spanien, Comte de Forcalquier, 1825 in die Chambre des Pairs aufgenommen; ⚭ 18. Mai 1807 Caroline Ghislaine de Rodoan, † 9. Dezember 1848, Erbin von Fontaine-l’Évêque, Tochter von Auguste De Rodoan und Marie Philippine Felicie Ghislaine Wilhelmine De Mérode
                1. Wilhelmine-Eudoxie de Brancas, † 6. Mai 1845
                2. Marie Ghislaine Yolande de Brancas, * 1818, † 1. Mai 1859; ⚭ 9. November 1846 Marie Ferdinand d’Hibon, Comte de Frohen, * 6. Mai 1807, † 6. Juni 1892, nahm Namen und Wappen Brancas an, Sohn von Prosper Hibon und Marie Anne Catherine Darrie Hibon
                  1. Henri de Frohen d’Hibon de Brancas, * 1. Dezember 1851, † 11. Dezember 1897, Conte de Frohen, 1866 (span.) Duque de Brancas, Grande von Spanien 1. Klasse

              3. Antoine-Waldemar de Brancas, † 1842, comte de Brancas
              4. Antoinette
              5. Reine-Adèle, ⚭ (1) Charles d’Amerval, geschieden; ⚭ (2) NN Baron de Schonen

            3. (2) Tochter, * November 1744, † 3. Januar 1749
            4. (3) Louis Albert de Brancas, * 1775 Paris, † 1851, Chambellan Napoleons I., unter Karl X. Maréchal de camp, Januar 1830 Pair de France mit dem Titel Duc de Céreste ; ⚭ 1797 Pauline e Monestay de Chazeron, † 1858, ohne Nachkommen

          2. Kind, *u† 1710 ohne Namen
          3. Adélaide-Louise-Candide de Brancas, * 14. April 1713, † 8. April 1740; ⚭ 6. Februar 1730 Claude-Gustave-Chrétien des Salles, Marquis de Bulgnéville, Gouverneur von Vaucouleurs, Sohn von François, Marquis de Bulgnéville, Gouverneur von Pont-à-Mousson, und Catherine de Ficquelmont

        2. Marie-Joseph de Brancas, * 18. Oktober 1687, Marquis d’Oyse, Juli 1715 Capitaine-Lieutenant des Gendarmes d’Orléans, 1. Februar 1719 Brigadier de Cavalerie, Chevalier de Saint-Louis, Februar 1725 Inspecteur-général de Cavalerie, 1. August 1734 Maréchal-des-Camps et Armées du Roi

      2. (2) Louis-Étienne-Joseph de Brancas, * 10. November 1664, † auf See
      3. (2) Louis de Brancas, dit le Chevalier de Villars, * 13. Dezember 1670, † 12. Oktober 1716, Abt von Notre-Dame des Alleuds
      4. (2) Marie Madeleine de Brancas, * wohl 1680, † 7. März 1743 in Paris im Konvent der Abbaye aux Bois, 63 Jahre alt; ⚭ 20. Oktober 1694 Gabriel-Henri de Beauvau, * wohl 1655, † 12. Juli 1738, 83 Jahre alt, Marquis de Montgauger, zuvor Capitaine des Gardes-du-corps de Philippe de France, Duc d’Orléans (Haus Beauvau)
      5. (3) Elisabeth-Charlotte-Candide de Brancas, * posthum Dezember 1679, † 26. August 1741 Paris; ⚭ Louis de Brancas, Marquis de Céreste, Lieutenant-général des Armées et au Gouvernement de Provence, Chevalier des Ordres, Ritter des Ordens vom Goldenen Vlies

    2. Charles de Brancas, dit le Comte de Brancas, * wohl 1618, † 28. Januar 1681, 63 Jahre alt, Lieutenant-général des Armés du Roi, bestattet in der Karmeliterkirche in der Faubourg Saint-Jacques in Paris; ⚭ 1649 Susanne Garnier, Tochter von Mathieu Garnier und Louise Bazin, Witwe von François de Brézé, Seigneur d’Isigny en Normandie
      1. Françoise de Brancas, † 13. April 1715 Paris; ⚭ 21. Februar 1667 Alphonse-Henri-Charles de Lorraine, Prince d’Harcourt, Sohn von François de Lorraine und Anne d’Ornano, Comtesse de Montlaur (Haus Guise)
      2. Marie de Brancas, † 27. August 1731; ⚭ 25. Juli 1680 mit Dispens Louis de Brancas, Duc de Villars, ihren Vetter

    3. Marie de Brancas, 1756 bezeugt; ⚭ 13. Juli 1713 Henri de Castellane, Marquis d’Ampus, † vor 1756
    4. Madeleine-Hippolyte de Brancas, Gründerin und Oberin der Ursulinen von Narbonne
    5. Françoise de Brancas, † jung

  4. Georges de Brancas, 1584 Malteserordensritter
  5. Anne de Brancas; ⚭ (Ehevertrag 14. Januar 1584) Fulcrand de Montfaucon, Baron de Vissec, Sohn von Jacques de Montfaucon und Catherine de Bosigues
  6. Sylvie de Brancas; ⚭ 23. Januar 1576 Paul de Mistral, Seigneur de Montdragon, 1593 Erster Konsul von Aix, Sohn von François de Mistral und Louise d’Albert
  7. Victoire de Brancas, 1574 Nonne in Sainte-Claire in Avignon
  8. Marguerite de Brancas, ⚭ 25. Juli 1590 Clément de la Salle, Seigneur de Bédarrides et de la Garde
  9. Marie de Brancas, Nonne in Sainte-Claire in Avignon

### Die Herren von Villosc
1. Jean de Brancas, Seigneur de Villosc; ⚭ (Ehevertrag 5. Februar 1419) Clémence d’Agoult, Tochter von Raymond d’Agoult, Seigneur de Mison, und Louise de Glandèves[11]  – Vorfahren siehe oben
  1. Nicola de Brancas, † 21. April 1466 Tours, 18. Juni 1445 Bischof von Marseille
  2. Bufille de Brancas, Kanzler des Herzogs René von Anjou
  3. Elpide de Brancas; ⚭ Hugues de Villeneuve, Baron de Vence
  4. Marguerite de Brancas; ⚭ Louis Grimaldi, Seigneur de Levens (Grimaldi)
  5. Françoise de Brancas, † jung
  6. Jean-Baptiste de Brancas, Seigneur de Villosc, Écuyer von Ludwig II. von Anjou
    1. Nicolas de Brancas
      1. Pierre de Brancas
      2. Jules de Brancas, Gentilhomme de la Chambre du Roi
      3. Charles de Brancas
        1. Honoré de Brancas, † 18 Jahre alt
        2. Simon de Brancas, lebte 1624 in Avignon
          1. Charles Pompée de Brancas, † 1652, ledig
          2. Yolande de Brancas, ⚭ 1621 Henri de Massillan, Seigneur de Hauteville et de Beauchamps
            1. Simon de Massillan, Erbe von Charles Pompée de Brancas

          3. Gabrielle de Brancas, ⚭ Joachim de Simiane, Baron de Châteauneuf
            1. Anne-Isabelle de Simiane; ⚭ vor 1669 Joseph-Dominique de Berton-Crillon

### Weblink
- Libro d’Oro della Nobilità Mediterranea – de Brancas – Duchi di Villars e Pari di Francia (online, ohne Quellenangaben, abgerufen am 10. Januar 2020)